# Orde van Chula Chom Klao
De Meest Illustere Orde van de Chula Chum Klao (Thais: "เครื่องราชอิสริยาภรณ์จุลจอมเกล้า" of "Khrueangratcha-Isariyaphon Chunlachomklao") werd op 16 november 1873 door Koning Rama V van Thailand ingesteld om de Koninklijke Familie der Chakri, de Thaise adel, de hovelingen en de "ambtenaren van het Voorhof", de zogeheten "Fai Naa" te kunnen onderscheiden. De orde werd op de 21e verjaardag van de koning ingesteld en de achtergrond van de stichting was dat de jonge vorst die op zijn vijftiende jaar zijn vader moest opvolgen de trouw van zijn aanhangers wilde belonen. De koning vierde ook het achttiende lustrum van zijn in 1783 aan de macht gekomen dynastie.
De orde kreeg zijn portret als medaillon en draagt de familienaam der Chakri. Koning Chulalongkorn (1868-1910) werd en wordt door de Thai "Chula Chom Klao" of "Rama V" genoemd. De koning stelde een zeer ingewikkeld statuut op waarin ridders en dames in drie klassen en zeven graden kunnen worden benoemd. Voor iedere graad en klasse zijn maximale aantallen benoemingen vastgelegd en ook voor bevorderingen binnen de orde golden termijnen en strenge regels.
Het bestuur van de orde werd in handen van een kapittel gelegd dat uit de "Eerste Grootmeester", "Eerste Orde-Kanselier, Eerste Secretaris en een archivaris bestaat. In eerste instantie werd de orde alleen aan Thai verleend maar er zijn enige uitzonderingen bekend. Het is zeker niet gebruikelijk dat deze exclusieve ridderorde aan vreemdelingen wordt verleend.
De koning stelde in 1887 in een decreet vast dat de orde in het vervolg ook aan de vrouwelijke ambtenaren van het "Fai Nai" zou worden toegekend. Omdat een benoeming in deze orde zeer werd gewaardeerd werd ook het aantal benoemingen vergroot.
Aan de graden werden titels verbonden. Sommigen mochten zich baron of "Tan Khun Ying"
(baronesse) noemen. De titels zijn nu voor de heren vervallen maar nog steeds is een Dame in deze orde een "Tan Khun Ying" of "Khun Ying" (vergelijkbaar met het Britse "Dame").

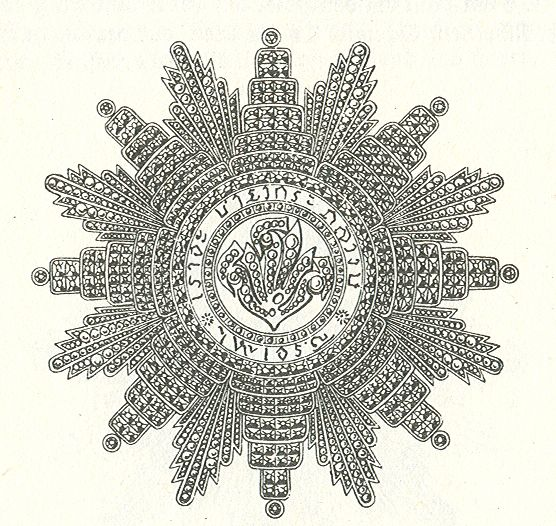
Ster van de Koning van Thailand

Men zou deze orde die ook wel de "Familieorde" genoemd wordt tot de huisorden of dynastieke orden rekenen, ware het niet dat in Thailand geen verschil tussen deze staatsrechtelijk verschillende vormen maakte en ook nu nog niet maakt. De officiële Thaise bronnen gebruiken het begrip huisorde nergens. De orde wordt in één adem met de staatsorden opgesomd.
Het secretariaat van het Thaise kabinet is verantwoordelijk voor het beheer en de verlening van de Thaise orden. Er is in Thailand ook na het verdwijnen van het absolutistische koningschap en de invoering van ministeriële verantwoordelijkheid geen regeling getroffen voor orden die mogelijkerwijs niet onder die ministeriële verantwoordelijkheid zouden vallen.

## Erfrecht en adelsrecht

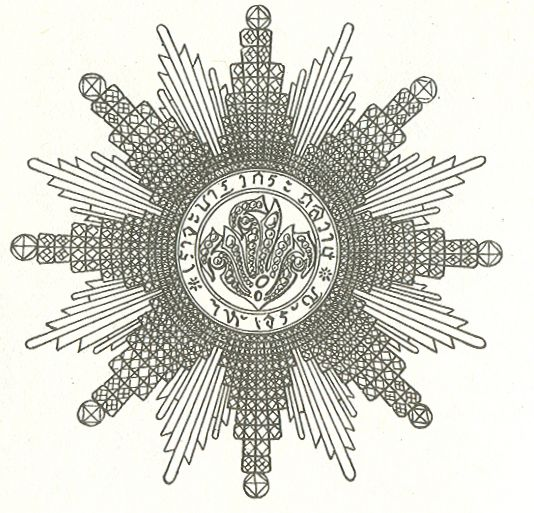
Ster der Ie Klasse

Maximilian Gritzner noemt ook de positie van de talrijke prinsen uit de eerdere regerende Thaise dynastieën en de behoefte aan een nieuw adelstatuut. De Europese beïnvloeding van Thailand zorgde ervoor dat de Aziatische vorstenhuizen hun adel naar Europees model reorganiseerden.
De agnaten van de eerdere dynastie werden in deze orde opgenomen en de koning controleerde of ook de oudste zoon van een prins zijn vaders decoratie en titel zou erven. Zo werden de oudere vorstenfamilies afhankelijk van de gunst der Chakri.
Rama V gaf de ridders dus toestemming om de orde aan een erfgenaam na te laten. Erfelijke ridderorden zijn zeldzaam en hier was het gebruikelijk dat de erfgenaam een lagere graad in de orde ging bekleden dan de erflater. De koning kon op deze regel een uitzondering maken. Wanneer vader en (oudste) zoon of erfgenaam waren gestorven was het aan de koning of ook de volgende generatie weer in de Orde van Chula Chom Klao werd opgenomen en tot de adelstand zou behoren.
Er zijn strikte regels gesteld aan de vererving:
- Een Ridder Grootlint laat zijn rang en versierselen na aan zijn zoon. De orde vererft binnen de familie totdat er geen mannelijke erfgenaam meer is.
- Een Ridder Grootkruis laat zijn insignia en rang na aan zijn oudste zoon. De titel en versierselen worden niet door een kleinzoon geërfd.
- Een Ridder Grootcommandeur of Ridder Commandeur laat zijn insignia en rang na aan zijn oudste zoon. De titel en versierselen worden niet door een kleinzoon geërfd.
- In beginsel erft de oudste zoon de rang en de versierselen. Een jongere zoon kan de plaats van een overleden oudste zoon innemen.
- Een krankzinnige of dode kan de orde niet erven. In dat geval neemt de zoon volgens het principe van de staaksgewijze opvolging of oudste broer van de krankzinnige of dode zijn plaats in.
- Wanneer een zoon insignia (met uitzondering van grootlint en grootkruis) van zijn vader erft wordt hij Companion in de orde.
- Wanneer een kleinzoon het lidmaatschap (met uitzondering van grootlint en grootkruis) van zijn vader erft wordt hij Junior Companion in de orde.

## De orde in de 21e eeuw

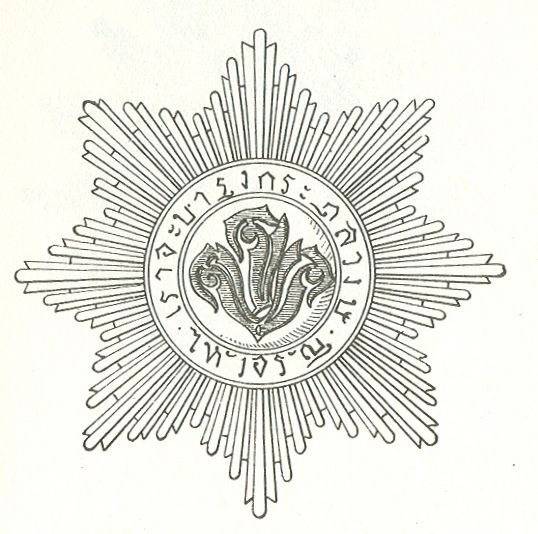
Ster IIe Klasse Ie Graad

In de 21e eeuw wordt de orde ook aan ministers en raadslieden van de kroon toegekend. De koning kan de orde ook verlenen aan "anderen die door de koning waardig worden geacht de Orde van Chula Chom Klao te dragen" verleend. Tot deze laatste categorie behoorde de Nederlandse Prins van Oranje die in 2004 zijn moeder vergezelde op een staatsbezoek aan Thailand. De Deense en Noorse koningen Frederik IX, Olaf V en Harald V ontvingen ook het Grootlint in de Bijzondere Klasse.
De benoemingen in deze orde zijn zeer gezien en begeerd. De hovelingen en hoge ambtenaren kijken ieder jaar uit naar de lijst met benoemingen. De adeldom voor de mannelijke dragers van de Orde van Chula Chom Klao is vervallen, alleen de dames dragen nog een titel.
In 2007 vierde Koning Bhumibol, officieel Rama IX van Thailand, zijn gouden ambtsjubileum. De vorst zette de feestelijkheden luister bij door tal van onderscheidingen te verlenen. Zo werden er nieuwe benoemingen en bevorderingen in de Orde van Chula Chom Klao bekendgemaakt. De koning bepaalde daarnaast dat al de nog levende, door Rama VIII, zijn voorganger op de troon, benoemde leden werden bevorderd tot de eerstvolgende hogere graad.

## Klassen en Graden in de Orde van Chula Chom Klao
De koning van Thailand is grootmeester van deze orde en draagt een keten, een ster en een kleinood aan een grootlint. Al deze versierselen zijn met diamanten versierd die op de ring rond het portret van de stichter zijn gezet.
De koningin van Thailand draagt dezelfde versierselen maar ze zijn iets kleiner uitgevoerd.
De ingewikkelde inrichting van de orde en onbekendheid met de Thaise taal zorgen voor veel verwarring.
Eerste Klasse
De Eerste Klasse is opgedeeld in twee divisies voor heren en een divisie voor dames.

Baton

- Ridder Grootlint (Bijzondere Klasse)
- Dame Grootlint (Bijzondere Klasse)

Baton

Deze in het Thais "ปฐมจุลจอมเกล้าวิเศษ" (bpà-tŏm jòo-laa jom glâo wí-sèt) genoemde graad geeft het recht de letters "ป.จ.ว." achter de naam te dragen. De Ridders- en Dames Grootlint dragen niet alleen het grootlint maar ook de ster, de keten en een zilveren kleinood of medaille, als van een "Junior Companion", aan een lint op de borst. De graad bestaat sinds 1900. In 1992 werden vier benoemingen gedaan.
De dames die deze graad ontvangen dragen een kleiner kleinood maar kroon en lauwerkrans zijn met diamanten versierd. Op de keerzijde van hun kleinood staat geen olifant maar het jaartal "1884".
De dames en heren dragen op de linkerborst een ster met een ring van briljanten rond de blauwe ring met het motto. De ster van de dames is iets kleiner. Het aantal ridders en dames is onbeperkt.
- Ridder Grootkruis (Eerste Klasse)
- Dame Grootkruis (Eerste Klasse)

Deze in het Thais "ปฐมจุลจอมเกล้า"(bpà-tŏm jòo-laa jom glâo) genoemde graad geeft het recht de letters "ป.จ." achter de naam te dragen. De dertig Ridders- en twintig Dames Grootlint dragen niet alleen het grootlint maar ook de ster en de keten. Het kleine zilveren kleinood aan het lint op de linkerborst ontbreekt bij deze graad. In 1992 werden zes heren benoemd. Onder de sinds 1893 benoembare dames werden ook zes benoemingen gedaan.
De graad bestaat voor heren sinds 1873.
De dames die deze graad ontvangen dragen een kleiner kleinood maar kroon en lauwerkrans zijn met diamanten versierd. Op de keerzijde van hun kleinood staat geen olifant maar het jaartal "1884"
De dames en heren dragen op de linkerborst een ster met een ring van briljanten rond de blauwe ring met het motto. De ster van de dames is iets kleiner. Het aantal ridders en dames is beperkt tot dertig en vijftig.

## De Tweede Klasse
Deze Tweede Klasse bestaat uit twee divisies voor heren en twee divisies voor dames.

Baton

- Ridder of Dame Grootcommandeur der Tweede Klasse Hogere Graad. (Thai: "ทุติยจุลจอมเกล้าวิเศษ", tóo dtiy-jòo-laa jom glâo wí-sèt), zij plaatsen achter de naam de letters ท.จ.ว. De insignia bestaan uit het kleinood, het grootlint en de ster. In 1992 werden dertien heren benoemd. Onder de dames werden ook dertien benoemingen gedaan.[4]

- Dame Grootcommandeur der Tweede Klasse Hogere Graad. (Thai: "ทุติยจุลจอมเกล้าวิเศษ" (tóo dtiy-jòo-laa jom glâo wí-sèt), zij plaatsen achter de naam de letters ท.จ.ว. De insignia bestaan uit het kleinood (zonder briljanten) en het grootlint. De Dames dragen geen ster. De Dames kunnen hun kleinood ok aan een strik op de schouder dragen. In 1992 werden achttien heren benoemd. Onder de dames werden ook achttien benoemingen gedaan.[4]

De zilveren sterren van deze graad hebben gladde stralen. Het monogram heeft geen ingelegde briljanten.
Er zijn tweehonderd mannelijke Grootcommandeurs der Tweede Klasse Hogere Graad en sinds 1899 honderd Dames Grootcommandeur der Tweede Klasse Hogere Graad. In 1992 werd deze graad aan dertien heren en dertien dames verleend.

baton

- Ridder Commandeur der Tweede Klasse Lagere Graad.

(Thai: "ทุติยจุลจอมเกล้า" of tóo dtiy-jòo-laa jom glâo), zij plaatsen achter de naam de letters ท.จ.
De Ridders Commandeur dragen een kleinood aan een lint om de hals.
- Dame Commandeur der Tweede Klasse Lagere Graad.

(Thai: "ทุติยจุลจอมเกล้า" of tóo dtiy-jòo-laa jom glâo), zij plaatsen achter de naam de letters ท.จ.
De Dames Commandeur dragen een kleinood aan een lint op een strik.
Er zijn 250 mannelijke en 100 vrouwelijke Ridders en Dames Commandeurs der Tweede Klasse Lagere Graad. De graad behoorde al in 1873 tot de Familieorde en telde maximaal 250 heren. In 1893 werd zij opengesteld voor dames, honderd in getal. In 1992 werd deze graad aan 18 heren en 18 dames toegekend.

## De Derde Klasse
De Derde Klase is verdeeld in drie divisies voor heren en een voor dames.

Baton

- Grand Companion Derde Klasse Hogere Graad

(Thai: "ตติยจุลจอมเกล้าวิเศษ" of "dtà-dtiy-jòo-laa jom glâo wí-sèt"), zij plaatsen achter de naam de letters ต.จ.ว. Deze graad wordt alleen aan heren verleend. De Grand Companions dragen een kleinood aan een lint met een rozet. Men kan de in 1914 aan de Familieorde toegevoegde decoratie daarom vergelijken met de rang van Officier in andere ridderorden.
Er zijn 250 Grand Companions Derde Klasse Lagere Graad. In 1992 werden 21 heren benoemd.

Baton

- Companion (Derde Klasse Lagere Graad)

(Thai: "ตติยจุลจอมเกล้า" of "dtà-dtiy-jòo-laa jom glâo"), zij plaatsen achter de naam de letters ต.จ.
De Companions Derde Klasse Lagere Graad dragen een kleinood aan een lint zonder rozet op de linkerborst of aan een strik op de linkerschouder.
Er zijn 200 mannelijke en 250 vrouwelijke Grand Companions Derde Klasse Lagere Graad. In 1992 werden zevenentwintig heren en zevenentwintig dames benoemd.
- Junior Companion

Baton

(Thai: "ตติยานุจุลจอมเกล้า" of "dtà-dtì yaa-nóo jòo-laa jom glâo", zij plaatsen achter de naam de letters ต.อ.จ. Zij dragen alleen een zilveren medaille zonder emaille en zonder driehoeken rond de ring aan het lint van de orde. De graad werd in 1873 ingesteld. In 1992 werden eenendertig heren benoemd..
Er zijn 100 mannelijke Junior Companions.

## De Vierde Klasse

Baton

De Vierde Klasse OF "Fai Nai" kent een enkele graad voor dames.
- Lid of "Vierde Klasse", (Thai: "จตุตถจุลจอมเกล้า" of "jà-dtòo dtòt jòo-laa jom glâo"), zij plaatsen achter de naam de letters จ.จ.

Net als de -altijd mannelijke- Junior Companions in de Derde Klasse dragen de 150 dames in deze klasse een medaille. Deze medaille is van verguld zilver, ze heeft een blauwe ring en zij wordt aan een strik gedragen. De graad werd in 1893 ingesteld.
De keerzijde is afwijkend want daarop staat het jaartal "1894" op de ring. In 1992 werden tweeëndertig dames benoemd..

## Titulatuur
De leden van deze orde hebben recht op een titel.
Heren en vrijgezelle dames zijn "Khun" ( Thai: "คุณ" of "koon")
- Gehuwde Dames Grootkruis en Dames Grootcommandeur zij "Than Phuying" (Thai: "ท่านผู้หญิง" of "tâan pôo yĭng")
- Gehuwde Dames Commandeur en andere gehuwde dames in de orde zijn "Khun Ying" (Thais: "คุณหญิง - koon yĭng")

## De versierselen
Het kleinood van de orde is een medaillon met het geschilderde portret van Rama V in een zwart uniform op zeer donkerblauwe achtergrond en een groen-rood-groen lint over zijn rechterschouder. Op de blauwe ring rond het medaillon staat een tekst in gouden Thais schrift. Het kan worden vertaald als "WIJ ZULLEN DE BLOEI VAN DE FAMILIE VERZEKEREN". Om de ring zijn acht roze driehoeken aangebracht die op een krans van gouden zonnestralen zijn gelegd. Een groene lauwerkrans verbindt de punten van de acht driehoeken. Als verhoging en verbinding met het lint is een Thaise koningskroon met daarboven een zonneschijf aangebracht.

Op de keerzijde staat een afbeelding van de drie witte olifantskoppen met de Thaise inscriptie "JAAR VAN DE KIP" en "1235". Boven de middelste olifantskop is een kleine drietand aangebracht.
In de 19e eeuw was het gebruikelijk dat de Aziatische vorsten zichzelf op hun ordetekens afbeeldden. Het miniatuurportret dat de versierselen van de Chula Chom Klao versiert is in Europesestijl geschilderd. Het toont de jonge Thaise vorst met de ster van de Orde van de Negen Edelstenen. De Thaise koning draagt een Europees uniform.
Opvallend genoeg zijn op het door de drie laagste graden van de Tweede Klasse op de lint twee gespen aangebracht. De onderste gesp is smal en van zilver of goud. Deze gesp verbindt het zonnesymbool boven de Thaise kroon met het lint. De bovenste gesp heeft tanden en lijkt op de -nutteloze en puur decoratieve- gesp van de 19e-eeuwse versierselen der IIIe Klasse of Companion van de Britse Orde van Sint-Michaël en Sint-George.
De gouden keten van de orde bestaat uit zestien wit geëmailleerde monogrammen van Rama V en zeventien lotusbloemen. De keten komt aan de voorkant bij elkaar in een I-rapote of driekoppige witte olifant met de Chula Chom Klao halo of stralenkrans. Aan beide zijden van de I-rapote is een Kotcha-Si of mystieke leeuw uit het epos "Ramanaya" aangebracht. Deze leeuwen hebben een zeer merkwaardig voorkomen, één ervan heeft een slurf en beide houden een wereldbol in hun voorpoot. De twee Kotcha-Si houden een parasol met meerdere etages, teken van koninklijke waardigheid, boven de olifantskoppen.
Naar Brits voorbeeld wordt de keten met twee witte zijden linten op de schouder vastgemaakt.
De zilveren achtpuntige ster van de orde draagt een centraal rood medaillon met een blauwe rand. Op het rode medaillon is het monogram van Rama V in diamanten aangebracht.
De medaille van de orde is van zilver en wordt door de "Junior Companions", de graad bestaat alleen in de IIe voor heren bestemde klasse, gedragen. De medaille is iets anders van vorm dan de kleinoden want de driehoeken en het email ontbreken. De lauwerkrans is breed en ligt om de chakra met het zilveren medaillon met het portret van de stichter. Op de keerzijde staat een Airavata of I-rapote met een drietand.
Het gewaterde zijden lint is roze. Men draagt het grootlint over de linkerschouder. De kleur roze heeft een bijzondere betekenis voor de Thai, het is de kleur van de dinsdag, de geboortedag van Rama V.

## Draagwijze
In Thailand worden de orden en onderscheidingen vaak gedragen. Er zijn aan het hof in Bangkok maar ook daarbuiten veel gelegenheden waar men gala-uniformen en orden draagt. Er zijn daarom ook veel foto's van leden van het Koninklijk Huis en andere prominenten met hun Thaise ridderorden en medailles.
De keten van de Orde wordt op zeer plechtige gelegenheden aan het hof in Bangkok ook door de koning gedragen.
Dames dragen een smaller lint, en er is ook in een strik voor op de schouder voorzien. Men draagt in Thailand, anders dan in Engeland waar met het grootkruis of aan het lint of aan een keten draagt maar niet beide kan deagen, alle versierselen van een Thaise orde gelijktijdig. Op formele portretten poseren de gedecoreerde vorsten en hovelingen met keten, lint, ster en grootlint. Dames in de IIIe tot en met VIIIe graad van de Orde van Chula Chom Klao dragen alleen het hen toekomende versiersel van deze orde aan een strik op de linkerschouder.
Het is ongebruikelijk om de keten van de orde zonder de daarbij behorende ster op de linkerborst te dragen. Het is daarentegen niet ongewoon om wanneer men de keten en de ster draagt het grootlint weg te laten of het grootlint van een andere Thaise of buitenlandse onderscheiding te dragen. Ook het dragen van meerdere ketens komt in Thailand voor. Het Europese gebruik om de hoogste orde aan de langste, en dus onderaan hangende, keten te dragen werd in Thailand niet overgenomen. Op afbeeldingen ziet men de Thaise koning de keten van de Orde van de Negen Edelstenen, de oudste en formeel ook de hoogste van de Thaise orden, onder de keten van de Orde van het Koninklijk Huis van Chakri dragen. De ketens van de Orde van de Rajamitrabhorn, de Orde van Chula Chom Klao, de Orde van de Witte Olifant en de Orde van de Kroon van Siam worden daar in deze volgorde onder gedragen.
De ridders dragen geen rozet met daaronder een stukje goudgalon als knoopsgatversiering op het revers zoals bij de Europese orden gebruikelijk is. Zij dragen in plaats daarvan een klein met briljanten versierd juweeltje, in vorm verschillend per rang, op een lint in het knoopsgat.
Militairen dragen een roze baton met daarop datzelfde juweeltje op hun uniform.
De Thaise ridderorden kennen nog steeds kostbare ordekleding in de vorm van zijden met satijn gevoerde mantels met op de schouder een met gouddraad en zijde geborduurde ster van de orde. Deze mantels worden bij plechtigheden aan het Thaise hof gedragen.
De keten van de orde heeft ook in de heraldiek een rol gespeeld. Naar Europees voorbeeld zijn ook de Thaise koningen een wapenschild gaan gebruiken. Zij hingen tot 1910 de keten van de Orde van Chula Chom Klao als heraldisch pronkstuk om hun wapenschild. De keten van de Orde van Chula Chom Klao was bij de destijds getekende wapenschilden langer dan de keten van de Orde van de Negen Edelstenen en kreeg daarmee volgens de regels van de heraldiek de meest eervolle plaats in het Thaise koninklijke wapen. Het huidige wapen van Thailand beeldt alleen een mythologische garuda af, voor orden is op dit eenvoudige wapen geen plaats.

## Ridders en Dames
De orde werd sinds de instelling in 1877 aan tal van vooraanstaande Thai en aan leden van bevriende koningshuizen uitgereikt. Deze decoraties vinden meestal plaats in het kader van staatsbezoeken en officiële bezoeken. Toen hij jonger was ontving de huidige koning verschillende buitenlandse staatshoofden, tegenwoordig neemt de kroonprins tijdens officiële bezoeken de honneurs waar. De opeenvolgende militaire heersers van Thailand, dat een traditie van militaire staatsgrepen kent, werden ook in de hoge koninklijke Thaise orden, soms zelfs in de Orde van Chula Chom Klao, opgenomen. Het roze lint wordt ook vaak over de schouders van de Thaise prinsessen uit het Koninklijk Huis van Chakrigezien.
De lijst hieronder is niet compleet.
- Willem Alexander, Prins van Oranje (Grootkruis) 2004
- Harald V van Noorwegen
- Frederik IX van Denemarken
- Olaf V van Noorwegen
- Thanpuying Phoonsuk Banomyong (Dame-Grootcommandeur der IIe Klasse Hogere Graad[5] (1910 - 2008)
- Thanpuying Phahon Phonphayuhasena, the wife of a major figure in the People's Party and the leader of the 1932 Revolution;
- Thanpuying La-iad, echtgenote van Veldmaarschalk Phibunsongkram, Dame Grand Cross (First Class) of the Most Illustrious Order of Chula Chom Klao.
- Nitya Pibulsonggram, Minister van Buitenlandse Zaken (2006) Grand Companion (Third Class, higher grade) of the Most Illustrious Order of Chula Chom Klao en Knight Commander (Second Class) of the Most Illustrious Order of Chula Chom Klao[6]
- Oud vice-premier Bhichai Rattakul
- H.K.H. Prinses Srirasmi van Thailand
- Veldmaarschalk Plaek Pibul Songkram
- Generaal Poj sarasin
- H.K.H. Kroonprinses Srirasmi Akharaphongpreecha van Thailand

## Literatuur

Het wapen van Thailand van vóór 1910 met de keten van Chula Chom Klao